# 完顏閭山
完颜闾山（12世纪？—1219年），盖州猛安人，金朝官员。
明昌二年（1191年）考中进士，多次升任为观察判官，补任尚书省令史，掌管官员任免事务。后被授予都转运都勾判官，改任河东南路转运都勾判官、南京警巡使。因母亲去世守丧，丧期未满被起用为南京按察判官，渐升至沁南军节度使，入朝担任工部尚书。贞祐三年（1215年），完颜闾山担任京兆府知府，兼任行省参议官。贞祐四年（1216年），任凤翔府知府。兴定元年（1217年）冬天，朝廷下诏令陕西行省讨伐南宋，完颜闾山暂代元帅右都监，参与商议各项军事事务。宋兵一千多人埋伏在吴寨谷，完颜闾山率领骑兵突然袭击，击败了宋军，追击十五里，斩杀三百多人，缴获牛羊数以千计。后改任平凉府知府，在步落埚击败宋军，官升一级。兴定三年（1219年），被召入朝担任吏部尚书。朝廷商议选拔户部官员时，大臣们往往举荐那些聚敛钱财、为政苛刻的人来响应诏令。完颜闾山说：“百姓已经极其劳苦了，再用这类人，他们怎么能承受得住。” 有识之人都称赞他。同年，朝廷因晋安行元帅府的陀满胡土门残暴苛刻，任命闾山代替他。这一年十月，完颜闾山去世。